# Katuntsi
Katuntsi (bulgariska: Катунци) är ett distrikt i Bulgarien.   Det ligger i kommunen Obsjtina Sandanski och regionen Blagoevgrad, i den sydvästra delen av landet, 140 km söder om huvudstaden Sofia.
Trakten runt Katuntsi består till största delen av jordbruksmark. Runt Katuntsi är det mycket glesbefolkat, med 5 invånare per kvadratkilometer.